# 利特爾漢普頓
利特爾漢普頓（英語：Littlehampton）是英國的一座城市，位於西薩塞克斯郡。市區的面積有11.35平方公里。2001年人口普查時有人口25,593人。利特爾漢普頓是一座海濱度假都市，也是布萊頓/沃辛/利特爾都市區的一部份。利特爾漢普頓的港口最初是漁港，后發展為繁榮的遊艇港，並且也是商業港口。市內有多個劇團，並且每年舉行慈善音樂節。市內也有多處旅遊景區。

## 外部連結
- Arun District Council （页面存档备份，存于）
- Littlehampton Town Council website （页面存档备份，存于）
- Littlehampton （页面存档备份，存于） at the Open directory project